# الیمینیشن چیمبر (۲۰۲۴) : پرث
اتاق حذف یا الیمینیشن چیمبر (به انگلیسی: Elimination Chamber) یک رویداد غیر رایگان در کشتی حرفه‌ای است که توسط کمپانی دبلیودبلیوئی برای دو برند راو و اسمک‌داون تهیه می‌شود و این دوره‌اش هم در ۲۵ فوریه ۲۰۲۴ در ورزشگاه پرث در شهر پرث کشور استرالیا برگزار شد. این چهاردهمین رویداد برگزار شده با نام الیمینیشن چیمبر بود. همچنین اولین رویداد غیر رایگان کمپانی دبلیودبلیوئی در استرالیا پس از سوپر شو داون ۲۰۱۸.

## زمینه‌سازی

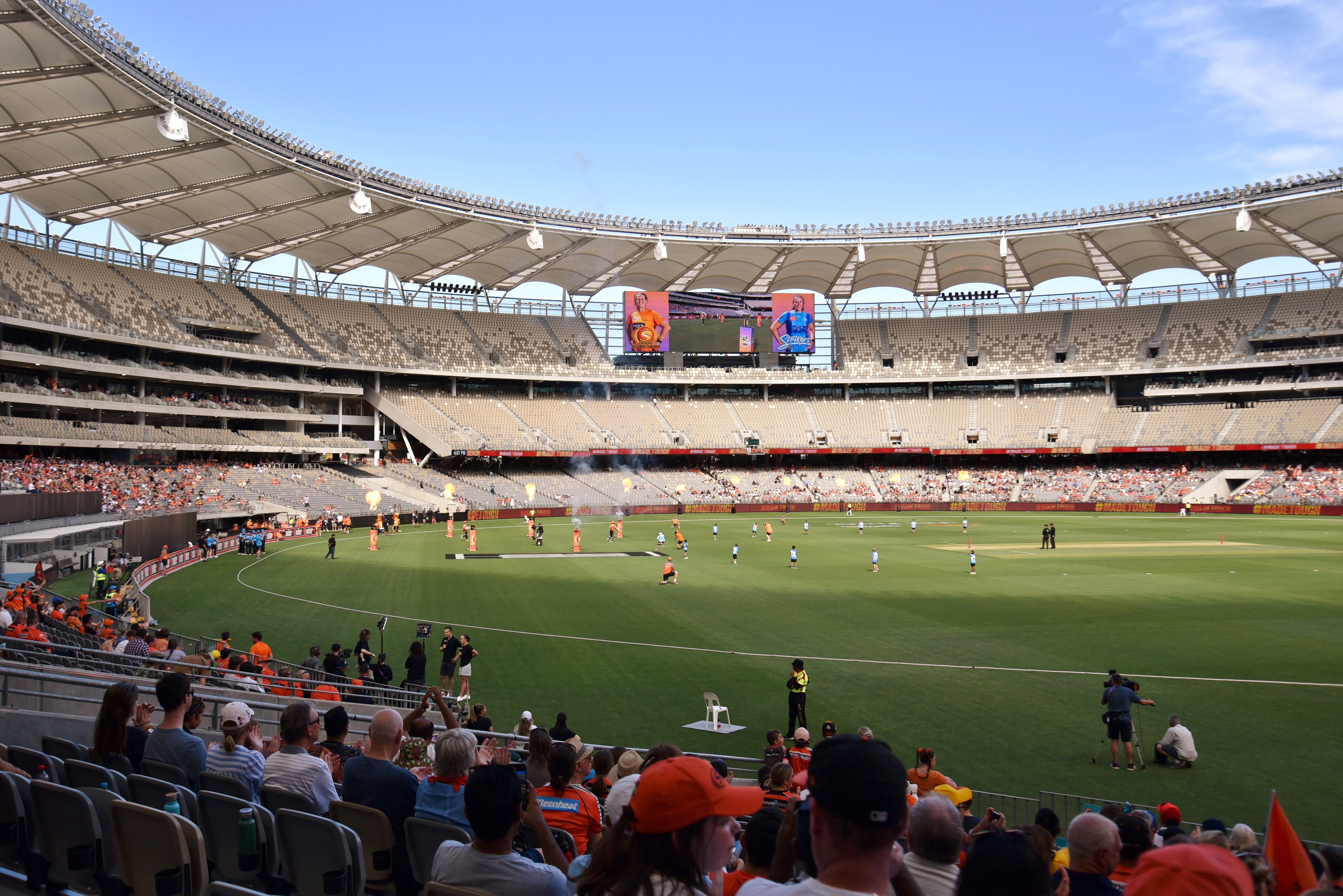
ورزشگاه پرث در شهر پرث ایالت استرالیای غربیمیزبان این رویداد خواهد بود.

المینیشن چمبر شامل مسابقاتی بین دشمنی‌های موجود، ماجراهای پیش آمده و استوری‌هایی خواهد بود که پیش از این در برنامه‌های را و اسمَک‌دَون پخش شده بود. کشتی‌گیرها با توجه به مسابقات یا سری اتفاقاتی که برایشان رخ می‌دهد و تنش را به حداکثر می‌رساند، نقش منفی یا قهرمان به خود می‌گیرند و در این رویداد به مسابقه و رقابت می‌پردازند.

## نتایج
| #                                                     | مسابقه | نوع مسابقه |
| ----------------------------------------------------- | --- | --- |
| ۱                                                     | جاجمنت دی (فین بلر و دیمین پریست) (c) پیروز در مقابل پیت دان و تایلر بیت                                       | مسابقه تگ تیم برای قهرمانی کمربندهای تگ تیم دبلیودبلیوئی                                                      |
| ۲                                                     | بکی لینچ پیروز در مقابل بیانکا بلر در مقابل لیو مورگان و سه نفر دیگر                                           | مسابقه الیمینیشن چیمبر برای گرفتن حق مسابقه برای کسب کمربند قهرمانی زنان جهان دبلیودبلیوئی در رسلمانیا ۴۰     |
| ۳                                                     | ریا ریپلی (c) پیروز در مقابل نایا جکس                                                                          | مسابقه تک نفره برای کسب کمربند قهرمانی زنان جهان دبلیودبلیوئی                                                 |
| ۴                                                     | درو مکینتایر پیروز در مقابل رندی اورتون در مقابل بابی لشلی در مقابل ال ای نایت در مقابل لوگان پاول و کوین اونز | مسابقه الیمینیشن چیمبر برای گرفتن حق مسابقه برای کسب کمربند قهرمانی سنگین‌وزن جهان دبلیودبلیوئی در رسلمانیا ۴۰ |
| - (c) – نشان‌دهنده قهرمان(هایی) است که به میدان می‌روند | | |